# Mallaig
Mallaig är en ort i Storbritannien.   Den ligger i grevskapet Inverness-shire, kommunen Highland och riksdelen Skottland, i den nordvästra delen av landet, 700 km nordväst om huvudstaden London. Mallaig ligger 11 meter över havet och antalet invånare är 742.